# Stångholmgrundet
Stångholmgrundet, Nederlands: ondiepte voor Stångholmen, is een van de eilanden van de Lule-archipel. Het eiland ligt 400 meter ten oosten van Stångholmen, heeft geen oeververbinding en is praktisch onbebouwd.
De Lule-archipel ligt in het noorden van de Botnische Golf en hoort bij Zweden.